# Научно-исследовательский институт газоразрядных приборов «Плазма»
Нау́чно-иссле́довательский институ́т газоразря́дных прибо́ров «Пла́зма» — российское предприятие, крупнейший в России и СНГ разработчик и производитель газоразрядной техники. На предприятии действует базовая кафедра газоразрядных приборов Рязанского государственного радиотехнического университета. Из-за вторжения России на Украину, находится под санкциями всех стран Евросоюза, США и других стран.

## История предприятия
Научно-исследовательский институт газоразрядных приборов «Плазма» был основан в 1959 году. Во времена СССР институт был ведущей научной организацией по изготовлению газовых лазеров, газоразрядных коммутирующих приборов, средств отображения информации на газовом разряде. Изделия находили применение в оборонном комплексе и народном хозяйстве страны. Институт отмечен рядом наград, в том числе орденом Трудового Красного Знамени — за успехи в создании новой техники и внедрении её в серийное производство.
В 1999 году произошло акционирование института. ОАО «Плазма» входит в состав холдинговой компании АО «Росэлектроника» Государственной корпорации «Ростех».
В 2012 году коллектив Научно-исследовательского института получил премию Рязанской области имени В. Ф. Уткина за разработку серии металлокерамических рентгеновских трубок с улучшенными рентгенотехническими характеристиками.
В 2014 году НИИ «Плазма» отметил своё 55-летие. Были подведены итоги работы. В настоящий момент на предприятии производится более 1000 наименований приборов. За три последних года выручка выросла на 40 %, а объём реализованной высокотехнологичной и наукоёмкой продукции — на 50 %. Средняя заработная плата по сравнению с 2011 годом увеличилась в 1,6 раза. Средний возраст работников «Плазмы» составляет 46 лет, 147 сотрудников младше 30 лет.

## Производство
В настоящее время является ведущим предприятием России по разработке и производству:

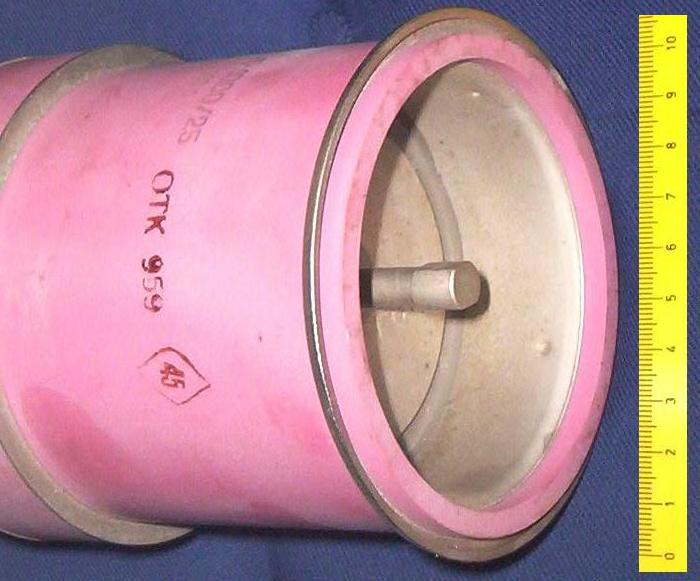
Керамический корпус тиратрона

- Газовых лазеров для промышленности, научных исследований и военной техники, а также систем на их основе (до 70 % внутреннего рынка):
  - аргоновых
  - гелий-кадмиевых
  - гелий-неоновых[7]
  - молекулярных на азоте и диоксида углерода
- Средств отображения информации:
  - Газоразрядных индикаторных (плазменных) панелей и видеомодулей на их основе
  - Наборных телевизионных экранов
  - Информационно-справочных табло коллективного пользования
- Газоразрядных коммутирующих приборов для радиолокации, лазерных систем, ускорительной техники, авиации, средств связи (до 60 % внутреннего рынка):
  - Тиратронов
  - Разрядников

А также производителем:
- Оборудования для мясопереработки и нефтегазового комплекса
- Датчиков (магнитных и углового перемещения)
- Керамических изделий
- Вакуумных стеклопакетов

## Перспективная продукция
С 2016 года для российской армии на предприятии будут изготавливаться плазменные экраны для оснащения танков и авиации. Один из дисплеев будет сенсорным интерактивным и цветным, другой — монохромным с сенсорными зонами по периметру экрана и над рабочей зоной. Согласно проекту, монохромный модуль будет иметь размер 28х25 см и разрешение 1280х1024 точек, а цветной — 44,8х31 см с разрешением 768х576 точек. При этом угол обзора дисплея составит 140—160 градусов.
Одно из условий — это возможность экранов выдерживать многократный механический удар с ускорением 15g. Кроме того, модуль будет включаться не более чем за полминуты. Другим важным преимуществом является предельный диапазон температур данного устройства, который составит от −65 °С до +70 °С, что позволит использовать его в условиях Арктики.

## Санкции
28 июня 2022 года, на фоне вторжения России на Украину, НИИ «Плазма» включен в ограничительный список Минфина США, а 24 февраля 2023 года США ввели блокирующие санкции в отношении НИИ «Плазма» .
25 февраля 2023 года НИИ «Плазма» включен в санкционный список всех стран Евросоюза так как производит металлокерамические блоки и антенное устройство которое используется в навигационной системе ГЛОНАСС, которая в свою очередь «оказывает постоянную помощь российским Вооруженным Силам в нанесении точных ударов тактическими ракетами (например. тактическими ракеты "Искандер") во время агрессивной войны России против Украины».
По аналогичным основаниям НИИ «Плазма»  находится в санкционных списках Украины и Новой Зеландии.